# Гемена (аэропорт)
Аэропорт Гемена (фр. Aéroport de Gemena, (ИАТА: GMA, ИКАО: FZFK) — аэропорт, обслуживающий Гемену, административный центр провинции Южная Убанги в Демократической Республики Конго.
Ненаправленный маяк Gemena (идентификатор: GEM) расположен на поле.

## Авиакомпании и направления
| Компания                       | Направление              |
| ------------------------------ | ------------------------ |
| Air Kasaï                      | Киншаса-Нджили, Мбандака |
| Compagnie Africaine d'Aviation | Лисала                   |